# قصبه اهلن
قصبه اهلن (به لاتین: Ahlon Township) یک منطقهٔ مسکونی در میانمار است که در یانگون واقع شده‌است.

## خصوصیات
قصبه اهلن ۴۱٬۲۰۰ نفر جمعیت دارد.